# Все буде добре (фільм, 2022)
«Все буде добре» — документально-фантастичний фільм спільного виробництва Франції та Камбоджі, зрежисований Рітхі Панєм. Прем'єра відбулася у лютому 2022 року на 72-му Берлінському кінофестивалі. Картина отримала «Срібного ведмедя» за «видатне мистецьке досягнення».

## Сюжет
Фільм є фантастичне документальне есе на тему циклічності історії. Його дія відбувається в майбутньому, де тварини після століть геноциду взяли реванш і поневолили людство. Тепер вони повторюють усі жахіття XX століття. Назва картини — посилання на написи на футболці Кьял Сін, 19-річної бірманки, яка загинула в березні 2021 року під час протестів проти правління хунти.

## Прем'єра та сприйняття
Прем'єра картини відбулася у лютому 2022 року в рамках основної програми 72-го Берлінського кінофестивалю. Фільм отримав високі оцінки.
Картина отримала " Срібного ведмедя " за «видатне художнє досягнення».